# Australian Professional Championship 1968
Die Australian Professional Championship 1968 war ein professionelles Snookerturnier zur Ermittlung des australischen Profimeisters, das im Sommer 1968 im Junior Rugby League Club in Sydney ausgetragen wurde. Warren Simpson gewann mit einem Sieg über Titelverteidiger Eddie Charlton seinen zweiten Titel.

## Turnierverlauf
Die vier Teilnehmer – Charlton und Simpson sowie Norman Squire und Alan McDonald – starteten das Turnier mit einer Gruppenphase als Jeder-gegen-jeden-Turnier. Die Ergebnisse der Gruppenphase sind unvollständig, doch offenbar gewann Charlton die Gruppe vor Simpson. Diese beiden Spieler trafen anschließend noch einmal separat aufeinander, um den Turniersieger final zu entscheiden. In einem engen Spiel triumphierte Simpson im Decider mit 11:10.